# Васкулогенеза
Васкулогенеза је физиолошки процес и неоваскуларизација ембриона која се јавља током ембрионалног развоја и односи се на формирање примитивних (првобитних) крвних судова унутар плода и укључује »ин ситу« диференцијацију из мезодерма изведених ангиобласта, која се гомилају и формирају нове крвне судове.
Иако је често предмет расправе, васкулогенеза је термин који се спонтано користи да означи формирање крвних судова, а интусуусцепција је термин који се користи за настајање крвних судова одвајањем од постојећих.

## Савремена терминологија у неоваскуларизацији
Слични процеси неоваскуларизације су васкулогенеза ангиогенеза и артериогенеза које не треба међусобно поистовећивати. Ова три у суштини различита процеса могу допринети расту нових крвних судова.

### Васкулогенеза
Васкулогенеза, је примарни процес одговоран за раст нових крвних судова током ембрионалног развоја и има још увек недефинисану улогу у зрелем одраслим ткивима. Одликује се диференцијацијом плурипотентних ендотелних ћелија прекурсора (хемангиобласта или сличних ћелија) у ендотелне ћелије које утичу на формирање примитивних крвиних судова. Накнадним ангажовањем других типова васкуларних ћелија завршава се процес формирања крвног суда.

### Артериогенеза
Артериогенеза се односи на појаву нових артерија које поседују у потпуности развијену тунику медију. Процес може да подразумева сазревање постојећих колатерала или се може одразити на формирање нових зрелих крвних судова. Примери укључују артериогенезом формиране, ангиографски видљиве колатерала код пацијената са напредним опструктивним коронарним или периферним болестима крвних судова. У овај процес укључени су сви васкуларни типови ћелија, укључујући и глатке мишићне ћелије и периците.

### Ангиогенеза
Ангиогенезе је процес одговоран за формирање нових крвних судова у којима недостаје развијена медија. Примери ангиогенезе су капиларна пролиферација у зарастању рана или дуж границе срчаног мишића (миокарда).
Ниже наведена табела даје преглед биолошких ефеката ова 3 процеса;
| -                              | Васкулогенеза                  | Артериогенеза                                                    | Ангиогенеза                                        |
| ------------------------------ | ------------------------------ | ---------------------------------------------------------------- | -------------------------------------------------- |
| Тип ћелија укључен у процес    | Ендотелне стем ћелије          | Ендотелне ћелије; глатко мишићне ћелије; перицити, остале ћелије | Ендотелне ћелије                                   |
| Примарни подстицај             | Развој                         | Није познато (упала?)                                            | Упала и исхемија                                   |
| Крајњи резултат                | Потпуно формирани крвни судови | Артериола                                                        | Капилара                                           |
| Јавља се код зрелих ткива      | Нејасно (минимално?)           | Да                                                               | Да                                                 |
| Допринос ефикасној перфузији   | Нејасно (минималан?)           | Много                                                            | Мало                                               |
| Фактора раста који су укључени | VEGF, Ang-1, Ang-2             | PDGF, Ang-1, Ang-2, FGFs (?)                                     | FGF-1, FGF-2, FGF-4, FGF-5, VEGF-1, VEGF-2, VEGF-3 |

## Физиологија и патофизиологија васкулогенезе
Васкулогенеза и ангиогенеза нису ексклузивни процеси у емрионалном развоју, већ представљају и комплементарне механизме за неоваскуларизацију и после порођаја, а специфични ангиогенетски фактори, системом сигнализације управљају сваким кораком у формирању крвних судова у оба ова процеса. Основни механизми који регулишу функцију ендотелних ћелија, ћелија периендотелијума, су матрични молекули и крвни састојци који комуницирају једни са другима.
У онтогенези кичмењака, која обухвата процесе прображаја оплођеног јајета или неког другог зачетка, који потиче од родитељског организма, у нову одраслу јединку, крвни судови настају кроз диференцијацију мезодермалних хемангиобласта у ендотелне ћелије (ECs), које се окупљају у тзв крвна острвца екстраембрионалне жуманчане кесе и у примитивној аорти одговарајућег ембриона. Ендотелне ћелије прво формирају примитивну васкуларну мрежу у процесу дефинисаном као васкулогенеза. У даљем току примитивна васкуларна мрежа не само да наставља да накнадно расте већ се и преформира (ремоделује). Преформирање крвних судова у новоформираној васкуларној мрежи познат је као ангиогенеза. У ствари, може се рећи да је већина органа у онтогенези, прво васкуларизована иницијалном васкулогенезом, на коју се надовезује ангиогенеза или процес „клијања“ нових крвних судова.

### Васкулогенеза у ембрионалном развоју
Ембрионални развој и процеси даљег раста и развоја појединих органа у одраслих јединки условљени су формирањем функционалног васкуларног система или мреже крвних судова, који је неопходан не само за правилан развој ембриона кичмењака, већ и за раст, регенерацију и опстанак одрасле јединке. У том процесу миграција прекурсора ендотелних ћелија један је од кључни механизми у процесу ембрионалног васкуларног развоја. Миграције прекусрсора ендотелних ћелија регулисана је разним механизмима и сигналима који иницирају, или заустављају миграцију ендотелних прекурсора током формирања примитивен васкуларне мреже.
До скора сматрало се да је васкулогенеза одговорна за формирање примитивне васкуларне мреже, и да је тај процес ограничен само на почетак ембриогенезе, и да се зато не одвија код одраслих јединки, а да је ангиогенеза процес раста нових капилара из већ постојећих крвних судова у ембрионалном развоју и постнаталном животу. Међутим, недавна открића показују да су оба процеса уочена како током ембрионалног развоја тако и у процесима неоваскуларизације код одраслих јединки. Тиме је доказано да су ендотелне ћелије одговорне за формирање примитивних васкуларних структура како из ангиобласта ембриона тако и из ендотелних матичних ћелија, мезоангиобласта и мултипотентних одраслих матичних ћелија коштане сржи у одраслих.
Основни кораци у развоју ембриона током васкулогенезе је стварање ангиобласта из мезодерма, преображај ангиобласта у васкуларне структуре, формирање васкуларног лумена, и организовање континуираног васкуларне мреже (мреже крвних судова). Васкулогенеза као процес формирања примитивних крвних судова јавља се на две различите локације током ембрионалног развоја у: екстраембрионалном ткиву и интраембрионалном ткиву. 
За разлику од ранијих истраживања, на основу којих се претпостављало да први крвни судови настају од жуманачаних ћелија (ектраембрионалног ткива), хистолошке анализе у новијим истраживањима показале су да се изолована жаришта ендотелних ћелија могу видети и у другим деловима ембриона. Ово открића заправо сугерише да крвни судови не настају директно из интраембрионалних извора него посредно преко колонизације ћелија. Прва крвна острвца од којих настају крвни судови у процесу васкулогенезе настају у мезодерму из околине зида жуманчане кесе, а затим у трећој недељи и од бочне плоче мезодерма. Крвна острвца се развијају као резултат дејства фактор раста ФГФ-2  ћелија које формирају мезодермални хемангиобласт. Хемангиобласт из централног дела крвног острвца формира крвне ћелије, док се на периферниним деловима налаза ангиобласти. 
Васкуларне прекурсорске ћелије из којих се образује основни васкуларни плексус у почетку су разбацане широм мезодерма, да би се потом окупиле на местима где су настале, или након миграције, на местима крвних судова у развоју. Стога, је способност ендотелних ћелија, или њихових прекурсора да заједнички мигрирају критична фаза за правилно формирање примарних крвних судова у ембрину.
Када се у васкулогенези створе зачеци (клице) првих крвних судова, настаје даљи развој васкуларне мреже и континуирано снабдевање крвљу, путем новог процеса, континуиране ангиогенезе.
Током ембрионалног развоја, положај ћелија и миграција ћелија су од изузетно великог значаја и под сталном су контролом одређених рецептора за сигнализацију. Како не постоји оштра граница између васкулогенезе и ангиогенезе у односу на миграцију ендотелних ћелија, знање стечено у изучавању процеса ангиогенезе може помоћи да се објасни још недовољно изучен васкулогени процес код кичмењака.

### Постембрионална васкулогенеза
Недавна истраживања су показала да се васкулогенеза такође може појавити и у одраслом организму. Потреба ткива за кисеоником је највероватније један од фактора који повећава или смањује прожимање крвним судовима у многим ткивима (или у већини њих). Гајтон у својој Медицинској физиологији, то овако објашњава;
| „ | Разлог је за ову претпоставку је опажање да је у животињама које живе на великим висинама, где је притисак кисеоника низак прожетост крвним судовима повећана. | ” |

Овај драматични учинак је установљен и код недоношчади која су лечена под кисеоничким шатором. Када се након лечења дете извади из кисеоничке атмосфере (која влада у кисеоничком шатору-инкубатору) настаје експанзивно умножавање крвних судова као реакција на нагло смањење концентрације кисеоника у новом окружењу, земљиној атмосфери) у којој крвни судови толико расту да урастају у стакласто тело ока изазивајући слепило (овај поремећај се назива ретролентална фиброплазија).
Семенза Г. Л. је у ин витро и ин виво моделима исхемије показао да је један од првих гена, корегулатора хипоксије, ген кодиран као HIF-1 (хипоксијом индукован фактор). HIF-1 протеин се састоји од две различите пептида. Експресија гена за HIF-1α (хипоксијом индукован фактор 1-alpha) је изузетно осетљива на појаву хипоксичних услова, што га чини једним од најстаријих ефектора одговора на исхемију.
HIF-1β (арил угљоводонични нуклеарни транслокатор рецептор), друга је компонента HIF-1 протеина, која има висок афинитет за беленчевине који се везује за HIF-1α у цитосолу и преноси HIF-1α у једра, где HIF-1α може да остварује своја свеукупни делујући учинак. Изражавање HIF-1β показала су да он није конститутиван, тј није осетљив на хипоксију, у неколико типова из културе ткива или солидних органа.
Након што се активира ниским нивоом парцијалног притиска кисеоника ћелијски, HIF-1 се везује за одређени ниво хипоксије - брзим елементима у регулаторним регионима на неколико на хипоксију осетљивих гена, што доводи до њихове транскрипције и активације. Постоји хипотеза да је једана од најважнијих механизама HIF-1 да регулише ген који кодира фактор васкулогенезе ВЕГФ, тако да је на тај начин, на крају процеса, он одговоран за покретање каскадних промена у васкулогенези.
Чланови хумане групе хипоксијом индукованих фактор (HIF)
| Група  | Ген   | Протеин                                              |
| ------ | ----- | ---------------------------------------------------- |
| HIF-1α |       | хипоксијом индукованих фактор, alpha подоблик        |
| HIF-1β |       | арил угљоводонични нуклеарни транслокатор рецептор   |
| HIF-2α |       | ендотелијални PAS протеин 1                          |
| HIF-2β |       | арил угљоводонични нуклеарни транслокатор рецептор 2 |
| HIF-3α |       | хипоксијом индукованих фактор 3, alpha подоблик      |
| HIF-3β | ARNT3 | арил угљоводонични нуклеарни транслокатор рецептор 3 |

За процес васкулогенезе посебну улогу има сигнални протеин познат под називом васкуларни ендотелни фактор раста (ВЕГФ), који је производ ћелија које стимулишу ангиогенезу и васкулогенезу. ВЕГФ је потфамилија фактора раста, тј специфична Фамилије фактора раста изведених из тромбоцита. Они су важни сигнални протеини који учествују у васкулогенези (формирању ембрионског крвног система) и ангиогенези (расту крвних судова из постојеће мреже). Њега производе ћелије које стимулишу васкулогенезу и ангиогенезу. Он је део система који у стањима хипоксије или хипоксемије када је циркулација крви неадекватна, обнавља снабдевање кисеоником ткива.

#### Постембрионална васкулогенеза у патолошким стањима
Да би преживели периоде стреса и исхемије, људско срце је развило механизме којима се прилагођава променама у свом окружењу. Један од тих механизама је способност организма да промовише раст нових крвних судова у исхемијској области, чиме се ограничава регионално оштећења миокарда и на крају обезбеђује очување његових функција. Пад парцијалног притиска кисеоника изазван индукованом исхемијом је моћан стимулатор неоваскуларизације у неколико органских система.
Откривене су, и идентификоване кружне ендотелне ћелије (изведене из матичних ћелија), које могу да покрену неоваскуларизацију, у току развоја тумора или процес реваскуларизације након трауме, (нпр. после исхемије срца).
До сада су стечена само основна знања о овим процесима, која треба проширити новим како би у потпуности разумели физиолошке и патолошке карактеристике клијања крвних судова или васкулогенезе. Нова сазнања о основним принципима који покрећу ангиогенезу и васкулогенезе највероватније ће довести до примене нових специфичних терапија у лечењу многих поремећаја у офталмологији и другим областима, као што су артериосклероза, раст тумора, исхемије миокарда и лечење оштећених ткива.
Серумска концентрација ВЕГФ је висока код бронхијалне астме а ниска код шећерне болести. ВЕГФ-ова нормална функција је креирање нових крвних судова током ембрионског развоја, стварање нових крвних судова након повреде, мишићног вежбања и образовање колатералне циркулације (нових крвних судова) у цилу премоштавања (заобилажење) сужених или зачепњених крвних судова.
Кад је ниво ВЕГФ прекомерно изражен, она може да допринесе појави болести (дијабетесна ретинопатија, артериосклероза, тумори). Чврсти тумори не могу да расту изван ограничене величине без адекватне прокрвљености. Тумори у којима доминира ВЕГФ имају способност интензивног раста и формирања метастаза. Прекомерна активност ВЕГФ може да изазове васкуларно обољење мрежњаче ока али и других делова тела.
Лекови, као што је бевацизумаб, могу да инхибирају ВЕГФ и да контролишу или успоравају развој васкулогенезе у тим болестима.
ВЕГФ је потфамилија фактора раста, специфично Фамилије фактора раста изведених из тромбоцита . Они су важни сигнални протеини који учествују у васкулогенези ( у де ново формирању ембрионског крвног система ) и ангиогенези (расту  крвних судова из постојеће мреже).